# Бароверо, Марсело
Марсе́ло Альбе́рто Барове́ро (исп. Marcelo Alberto Barovero; родился 18 февраля 1984 года, Портенья, Аргентина) — аргентинский футболист, вратарь клуба «Атлетико Сан-Луис».

## Клубная карьера
Бароверо — воспитанник клуба «Атлетико Рафаэла». В 2003 году он был третьим вратарём после Анхеля Комиссо и Эзекиэля Медрана. В том же году Марсело вместе с клубом вышел в элиту, стал основным вратарём только в 2005 году.
В 2007 году Бароверо перешёл в «Уракан». За новую команду он отыграл сезон без замен. В 2008 году Марсело присоединился к «Велес Сарсфилд». 25 октября в матче против «Колона» он дебютировал за новую команду. В 2009 и 2011 году Марсело дважды стал чемпионом Аргентины.
В 2012 году Бароверо перешёл в «Ривер Плейт». 11 августа в поединке против «Эстудиантеса» он дебютировал за новую команду. В 2014 году Марсело в третий раз стал чемпионом Аргентины, в 2015 году помог «Риверу» выиграть Кубок Либертадорес.
Летом 2016 года у Бароверо закончился контракт с клубом и он перешёл в мексиканскую «Некаксу». 17 июля в матче против «Крус Асуль» он дебютировал в мексиканской Примере.

## Достижения
«Велес Сарсфилд»
- Чемпион Аргентины — Клаусура 2009
- Чемпион Аргентины — Клаусура 2011

 «Ривер Плейт»
- Чемпион Аргентины — Финаль 2014
- Обладатель Южноамериканского кубка — 2014
- Обладатель Рекопы Южной Америки — 2015
- Обладатель Кубка Либертадрес — 2015